# Les Sciences sociales, sorcellerie des temps modernes ?
Les Sciences sociales, sorcellerie des temps modernes ? est un livre publié en 1975 en France par le sociologue anglo-polonais Stanislav Andreski qui porte sur ce qu'il juge être les dérives intellectuelles et morales du milieu académique des sciences sociales de son temps. 

## Présentation
Alors qu'il fait partie d'une minorité pour laquelle la rationalité et la méthode scientifique restent fondamentales, la tendance forte des années 1960 dans les départements de sciences sociales des universités d'Europe et d'Amérique du Nord est au relativisme et au constructivisme culturel. Opposé à ce qu'il juge être des dérives, il présente les pratiques et comportements du milieu intellectuel dans lequel il évolue. 
Avouant dans son avant-propos que l'ouvrage est « plus un tract qu'un traité » du fait de sa tonalité pamphlétaire, son but avoué est de discréditer ce qu'il estime être « indésirable du point de vue du progrès intellectuel ». 
Ces travers qu'il dénonce sont évoqués chapitre par chapitre. Parmi ceux-ci figurent « la manipulation par la description », « le verre fumé du jargon », « les distorsions sous couverts d'objectivité ».

## Citations
Signe que l'ouvrage fut pris en référence dans les science wars, un passage de l'ouvrage est cité dans deux livres emblématiques de ces « guerres ». Cité en exergue de l'introduction du livre d'Alan Sokal et Jean Bricmont, Impostures intellectuelles, mais aussi en exergue du chapitre 4 du livre Superstition supérieure de Paul R. Gross et Norman Levitt, le voici : 
« Tant que l'autorité inspire une crainte respectueuse, la confusion et l'absurdité renforcent les tendances conservatrices de la société. En premier lieu, parce que la pensée claire et logique entraîne un accroissement des connaissances (dont le progrès des sciences naturelles donne le meilleur exemple) et tôt ou tard la progression du savoir sape l'ordre traditionnel. La confusion de pensée [...] ne conduit nulle part en particulier et peut être indéfiniment entretenue sans avoir d'impact sur le monde. »